# ولنتینا زنره

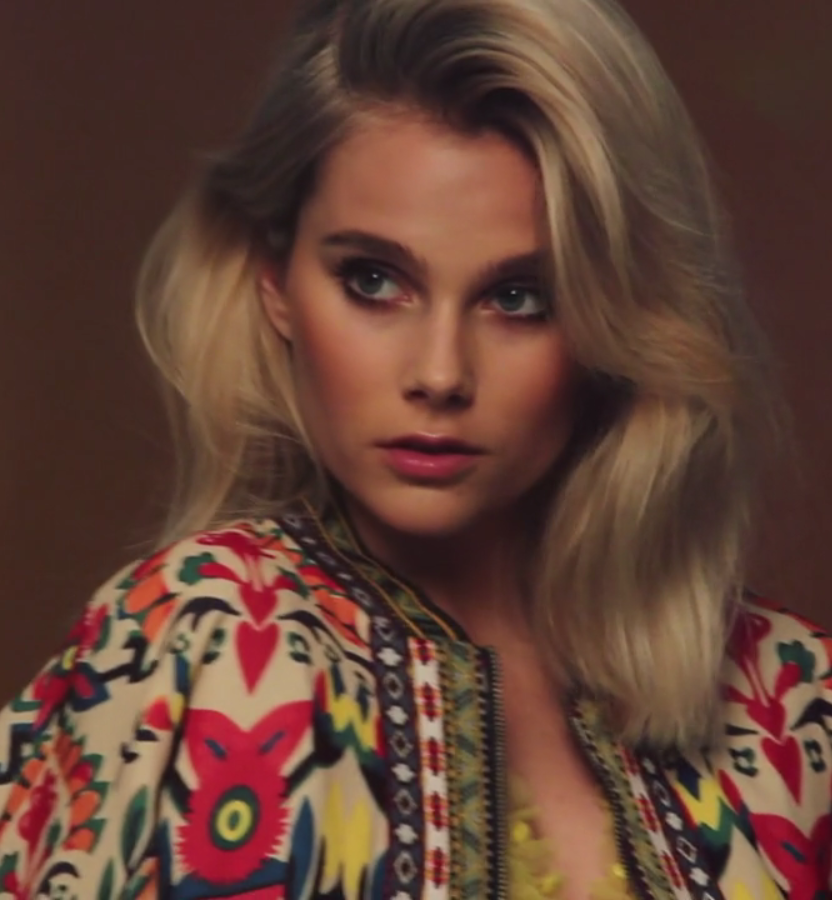
زنره در سال ۲۰۱۷

ولنتینا زنره (انگلیسی: Valentina Zenere؛ زادهٔ ۱۵ ژانویهٔ ۱۹۹۷) هنرپیشه، مدل و خواننده اهل آرژانتین است. وی از سال ۲۰۱۰ میلادی تاکنون مشغول فعالیت بوده‌است.
از فیلم‌ها یا مجموعه‌های تلویزیونی که وی در آن‌ها نقش داشته است، می‌توان به دختران تلفنچی اشاره نمود.